# Związek Organizacji Wojskowej
Związek Organizacji Wojskowej (pronunciación en polaco: /ˈzvjɔ̃zɛk ɔrɡaɲiˈzat͡sji vɔj'skɔvɛj/, Unión de Organizaciones Militares), abreviado ZOW, fue una organización de resistencia clandestina formada por Witold Pilecki en el campo de concentración de Auschwitz en 1940.

## Inicios
En 1940, Witold Pilecki, miembro de la organización de resistencia polaca Tajna Armia Polska (Ejército Secreto Polaco, TAP, conocido posteriormente como Armia Krajowa o Ejército Nacional), presentó un plan para ingresar en el campo de concentración alemán de Auschwitz, reunir inteligencia desde el interior y organizar la resistencia de los reclusos. Sus superiores aprobaron este plan y le proporcionaron una tarjeta de identidad falsa a nombre de "Tomasz Serafiński". El 19 de septiembre de 1940, salió deliberadamente a la calle durante una łapanka en Varsovia, fue capturado por los alemanes junto con otros civiles y enviado a Auschwitz. Fue la única persona conocida que se ofreció como voluntario para ser encarcelado en Auschwitz.

## Formando la ZOW en Auschwitz
En el campo de concentración, Pilecki (conocido con el sobrenombre Tomasz Serafiński y prisionero número 4859) y comenzó el trabajo de organización de la Związek Organizacji Wojskowej (ZOW). La ZOW se convertiría en la rama de Auschwitz del Ejército Nacional con los objetivos de mejorar la moral de los reclusos, proporcionar noticias del exterior, distribuir alimentos y ropa y establecer la red de inteligencia.
La ZOW se organizó en una red celular de "Cincos", por lo que cada agente sólo conocía la identidad de cinco compañeros. El primer "Cinco" se compuso de miembros del TAP de Pilecki, formado por varios soldados capturados del ejército polaco. Incluyó a Władysław Dering, al teniente coronel Władysław Surmacki, al capitán Jerzy de Virion, a Eugeniusz Obojski y a Roman Zagner. Este grupo fue apodado el "Choque de los Cinco" de ZOW. Su comandante era el teniente coronel Władysław Surmacki. 
Hacia 1941 ZOW había llegado a crecer de forma sustancial, creando numerosos subgrupos. A pesar de ser un brazo de la resistencia polaca, la membresía no se limitaba a los polacos, aunque los miembros judíos tenían una esperanza de vida mucho menor ya que los alemanes priorizaban el exterminio de judíos sobre los prisioneros polacos. Entre los miembros notables de ZOW figuraron el escultor polaco Xawery Dunikowski o el campeón de esquí Bronisław Czech. 
Los miembros de ZOW trabajaron en la oficina de administración de las SS del campo de concentración, en el Sonderkommando, y en la quema de cadáveres. La organización tenía su propio sistema judicial (con su propio tribunal penal), así como líneas de suministro hacia el exterior. Gracias a los civiles que vivían en los alrededores, la organización recibió suministros médicos de forma regular. Los reclusos incluso llegaron a construir un receptor de radio y lo escondieron en el hospital del campo.
Muchas organizaciones clandestinas más pequeñas no polacas de Auschwitz se llegaron a fusionar con la ZOW. En el otoño de 1941, el coronel Jan Karcz fue trasladado al recién construido campo de exterminio de Birkenau, donde procedió a expandir la ZOW. En la primavera de 1942, la organización contaba con más de 1.000 miembros, incluidas mujeres y personas de otras nacionalidades, en la mayoría de los subcampos.
Al mismo tiempo la Gestapo aumentó los recursos destinados a detectar a los miembros de la ZOW, y sobre todo a partir de finales de 1942 muchos de ellos fueron descubiertos y asesinados.

## Informes de inteligencia

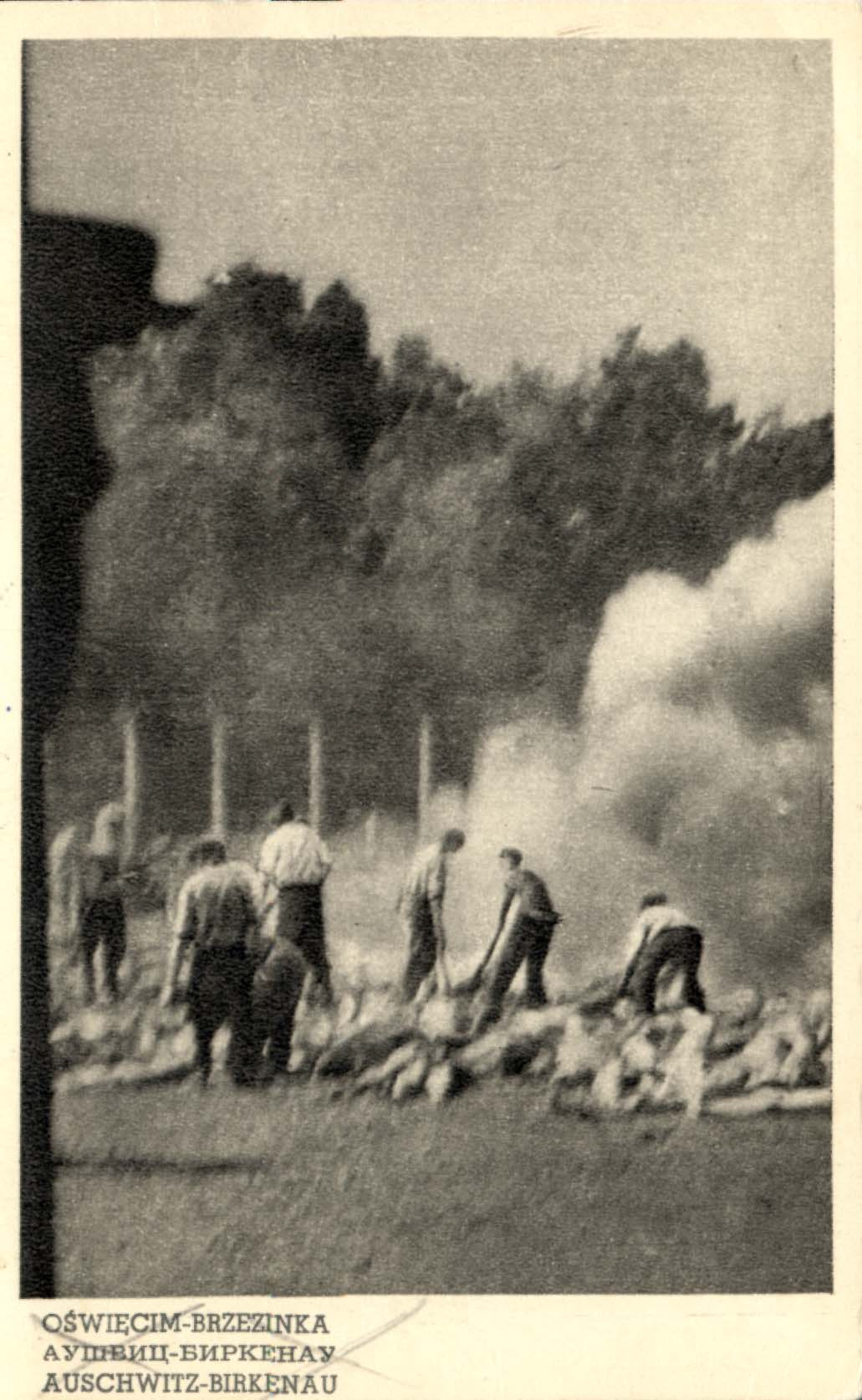
Una de las cuatro fotografías conocidas como fotografías del Sonderkommando, tomadas dentro del campo, y contrabandeadas gracias a la ZOW

Desde 1940 hasta el final de la guerra, la ZOW envió numerosos informes sobre el campo de Auschwitz y detalles sobre el genocidio al Cuartel General del Ejército Nacional de la resistencia polaca en Varsovia, y más adelante al gobierno polaco en el exilio. El primer informe de la ZOW llegó a la resistencia polaca en noviembre de 1940. Un transmisor de onda corta escondido en el Bloque 11 llegó a enviar información directamente al gobierno polaco en el exilio en Londres, hasta que fue desmantelado en 1942 por peligro de ser descubierto. A partir de marzo de 1941, los informes de Pilecki se enviaron a través de la resistencia polaca al gobierno en el exilio y en adelante al gobierno británico y otras naciones del bloque aliado. Estos informes eran las primeras fuentes oficiales que el bloque aliado recibía sobre el Holocausto y llegó a ser la principal fuente de inteligencia sobre Auschwitz para los aliados occidentales. No obstante, esos informes fueron descartados como "demasiado extremos" por los jefes de inteligencia aliados durante gran parte de la guerra.
La resistencia polaca de dentro del campo también consiguió sacar de contrabando cuatro fotografías de los acontecimientos alrededor de las cámaras de gas en Auschwitz II, denominadas las fotografías del Sonderkommando, fueron sacadas clandestinamente del campo en septiembre de 1944 en un tubo de pasta de dientes. Estas, junto con las que forman el Álbum de Auschwitz, son las únicas evidencias pictóricas tomadas in situ durante el proceso de exterminio en Auschwitz.

## La revuelta truncada
Pilecki planeó una revuelta dentro del campo de concentración, con la esperanza de que los aliados arrojaran por aire armas o tropas a Auschwitz (como la 1ª Brigada de Paracaidistas Independientes de Polonia, con sede en Gran Bretaña), o de que el Ejército Nacional pudiera organizar un asalto por tierra. Los agentes de Pilecki se entrenaron meticulosamente para forjar la oportunidad de arrebatar el campamento a sus guardias ante la menor oportunidad.
Sin embargo, en 1943 Pilecki se dio cuenta de que no existía ninguna posibilidad de rescate proveniente de fuera del campo de concentración, por lo que decidió escapar del campo con la esperanza de convencer personalmente al Ejército Nacional de intentar un ataque militar. Cuando le asignaron un turno de noche en la panadería del campo fuera de la cerca, él y dos camaradas dominaron al guarda, cortaron la línea telefónica y escaparon en la noche del 26 al 27 de abril de 1943, llevándose con ellos documentos robados a los alemanes. Después de varios días, con la ayuda de civiles locales, se pusieron en contacto con una unidad del Ejército Nacional, teniendo preparadas dosis individuales de cianuro para suicidarse en el caso de una captura. Pilecki presentó otro informe detallado sobre las condiciones en Auschwitz que fue enviado a Londres, pero las autoridades británicas rechazaron el apoyo aéreo para una operación para ayudar a los presos a escapar.  Se consideró que un ataque aéreo era demasiado arriesgado, y los informes del Ejército Nacional sobre las atrocidades nazis en Auschwitz se consideraron exageradas. A su vez, el Ejército Nacional decidió que no podía asaltar el campamento por sí solo. 
El 7 de octubre de 1944 la ZOW colaboró en la revuelta judía del Sonderkommando en el campo de Auschwitz, proporcionando los explosivos para el levantamiento.

## Polonia comunista de posguerra
El 8 de mayo de 1947, Pilecki fue arrestado por el Ministerio de Seguridad Pública de Polonia. Fue acusado de cruce ilegal de fronteras, uso de documentos falsificados, no alistarse en el ejército, portar armas ilegales, espionaje y trabajar para el "imperialismo extranjero" y preparar el asesinato de varios funcionarios; aunque de todas las acusaciones la única que admitió fue la de trabajar para el gobierno polaco en el exilio. El 25 de mayo de 1948, Pilecki fue ejecutado en la prisión de Varsovia Mokotów. Hasta 1989, la información sobre sus hazañas y su destino fue censurada por el régimen comunista polaco.